# Schmuel Engel
Schmuel Engel (auch: Shmuel Angel, hebräisch שמואל אנגל; geboren am 8. Mai 1853 in Tarnów, Galizien; gestorben am 22. Februar 1935 in Košice, Tschechoslowakei) war ein polnischer, ungarischer und tschechoslowakischer Rabbiner und Schriftgelehrter.

## Leben
Engels Vater war der chassidische Rabbi Ze'ev Wolf.
Er starb als Engel noch ein Kind war.
Engels Mutter Esther erzog ihre Kinder im Sinne Gottes und der Tora.
Engels Lehrer war der Rabbi Chaim Halberstam von Nowy Sącz.
Engel wurde schon als Kind als ein Ilui (Wunderkind auf dem Gebiet des Tora- und Talmud-Studiums) betrachtet und wurde der Ilui von Tarnow genannt.
Bereits mit 14 Jahren kannte er sich in den meisten Kommentaren zum Talmud gut aus.
Chaim Elazar Spira, der Rabbi der Jüdischen Gemeinde Mukatschewo, nannte ihn Lied der Tora, den größten Lehrer und Erklärer der Tora, Glanz der auserwählten Menschen.
Mit 16 Jahren heiratete Engel die Tochter eines prominenten  Bürgers von Biłgoraj und wurde Rabbi dieser Ortschaft.
Er wurde als Rabbi ordiniert von Schneur Zalman Fradkin von Lublin (1830–1902) und von Joseph Saul Nathansohn (1808–1875).
Nach sieben Jahren wurde er als Fremder aus der Stadt Biłgoraj ausgewiesen.
Nun wurde er Leiter des Beth Din in Dukla und danach in Radomyśl Wielki.
1915 ging er als Rabbi nach Košice.

## Werke, Engagement
Zu den wichtigsten Werken Engels gehören:
- Schu"t Mahara"sch (hebräisch שו"ת מהרא"ש, Responsen unseres Rabbis Ascher ben Jechiel), Verlag U. W. Lemberg, 1896 download als pdf möglich
- Siftei Mahara"sch (hebräisch שפתי מהרא"ש, Lippen unseres Rabbis Ascher ben Jechiel), Verlag Meficei Thoras Meharasch, Herausgeber David Halpern, Rabbiner von Košice download als pdf möglich
- Chidduschei Mahara"sch (hebräisch חדושי מהרא"ש, Neues von unserem Rabbi Ascher ben Jechiel)[1]

Engel engagierte sich besonders für die Agunot (jüdische Frauen, deren Männer vermisst wurden) des Ersten Weltkrieges.
Engel lehnte jede politische Betätigung ab.
Aufgefordert, sich politisch zu engagieren, antwortete er:

„Ihr sollt wissen, dass die Überlebenskraft unseres Volkes in der Tora liegt. Das einzige, was wir tun sollten, ist, das Tora-Studium in der gesamten Diaspora zu fördern, denn es ist das Herz der Nation und die Quelle ihrer Existenz.“

## Familie
Engel war verheiratet.
Er hatte einen Sohn Rabbi Haiml, der ebenfalls ein anerkannter Gelehrter war.
Dieser heiratete die Tochter des Rabbis von Podgorze.
Die gesamte Familie wurde von den deutschen Nationalsozialisten ermordet.

## Worterklärungen
| deutsch                         | Aussprache                    | Abkürzung | Ausgeschrieben |
| ------------------------------- | ----------------------------- | --------- | -------------- |
| von dem Rosch                   | Maharosch                     | מהרא"ש    | מהרא"ש         |
| unser Rabbi Ascher              | Rabbeinu Ascher, rosch = Kopf | רא"ש      | רבנו אשר       |
| Fragen und Antworten, Responsen | sche‘elot u’tschuwot, schut   | שו”ת      | שאלות ותשובות  |
| Lippen                          | siftei                        |           | שפתי           |
| Neues                           | chaduschei                    |           | חדושי          |